# وفاق سطيف
الوفاق الرياضي السطايفي أو كما يعرف بين مشجعيه اختصاراً باسم وفاق سطيف أو E.S.S (من الفرنسية: Entente Sportive Sétifienne)، هو نادٍ رياضي جزائري احترافي تأسس سنة 1958 في مدينة سطيف بواسطة الشيخ علي بن عودة الملقب بالشيخ لاياص.
يشارك الفريق في الرابطة الجزائرية المحترفة الأولى، ويعتبر الفريق الأكثر شعبية في شرق الجزائر، كما له مشجعون في شمال أفريقيا والوطن العربي.

## التسمية
حمل الوفاق تسمية "الوفاق الرياضي السطايفي ESS" من سنة 1960 إلى غاية 1977 أين أصبحت تسميته "وفاق نفط سطيف EPS" إلى غاية 1984 ثم "وفاق بلاستيك سطيف" بنفس الرمز الفرنسي إلى غاية 1988، وعندما توج الوفاق بالكأس الأفروآسيوية كان يحمل اسم "وفاق سطيف ES" وبعد سنة 1990 استعاد تمسيته الشرعية "الوفاق الرياضي السطايفي ESS"، علما أنه في بداية السبعينيات كانت تسمية الوفاق في بعض الصحف "WRS" كترجمة عربية لل"Wifak Riadhi Staifi".

## تأسيس الوفاق الرياضي السطايفي
تأسس نادي الوفاق الرياضي السطايفي عام 1958، على يد "على بن عودة" المدعو الشيخ "لاياص"، حيث استغل إضراب ثمانية أيام وقام بتجميع اللاعبين بمدينة سطيف لكن الفريق لم يكن يحمل أي صفة قانونية، واستمر الوضع على ماهو عليه إلى غاية سنة 1960.
وفي سنة 1960 تم إدماج لاعبي فريق الملعب الإفريقي سطيف SAS، وجناحهم السياسي لحزب الشعب الجزائري PPA، وكذا لاعبي عميد الأندية السطايفية الإتحاد الرياضي لمدينة سطيف USMS، وجناحهم السياسي (الاتحاد الديمقراطي الإسلامي الجزائري UDMA) ولذلك سمي النادي بـ "الوفاق"، علما أن كلا من الاتحاد الرياضي لمدينة سطيف (الياسماس، U.S.M.S) المسمى سابقاً ب(الاتحاد الرياضي لمسلمي سطيف)، والملعب الإفريقي السطايفي (الصاص S.A.S)، قد توقفا عن النشاط الرياضي عام 1956 استجابة لنداء جبهة التحرير الوطني الجزائرية، وتم دمجهما عام ال1958 مع مجموعة "لاياص" تحت اسم الوفاق الرياضي السطايفي(ESS).

## الزي والألوان
- الأسود والأبيض

يلعب الوفاق السطايفي بالقمصان المخططة بالأبيض والأسود طولاً (عمودياً)، والسراويل البيضاء. وأحيانا السوداء منذ عام 1962. بالأصل كانوا يلعبوا بالقمصان البيضاء ذات الأذرع السوداء، والسراويل السوداء، بعد الاستقلال سنة 1962 تم تغيير الزي الرسمي للوفاق الرياضي السطايفي (الجزائري) إلى الزي المخطط بالأسود والأبيض طولاً (عمودياً).

### أسطورة اللونين الأبيض والأسود
وإذا كان عدد من لاعبي الوفاق يعتبرون أن حمل الوفاق للونين الأسود والأبيض جاء حزنا على مجازر 8 مايو إلا أن الفقيد على لاياص وفي كتاب (حميد فرين) "الوفاق وأسطورة النفس الثاني" أكد أنه في إحدى لقاءات الوفاق ببلدية برج الغدير (ولاية برج بوعريريج حاليـا) كان الوفاق حاملا للزي الأخضر والأبيض إلى أن اقتحمت عساكر المستعمر الملعب ووجهت انتقادات عنيفة جدا للسطايفية لحملهم الألوان الوطنية مهددة إياهم بمنعهم من ممارسة النشطات الرياضية لتتحول ألوان الوفاق إلى الأسود والأبيض بعدهـا كتعبير عن حزن السطايفية وتذكرهم الدائم لضحايا مجازر 8 ماي 1945.

### الزي الرسمي
- القميص (تريكو) : الأسود والأبيض المخطط طولاً (المخطط عمودياً)
- البَنْطلون (الشورت) : الأبيض

### الزي الإحتياطي الأول
- القميص (تريكو) :الأبيض
- البَنْطلون (الشورت) : الأبيض

### الزي الإحتياطي الثاني
- القميص (تريكو) :الأسود
- البَنْطلون (الشورت) : الأسود

### الزي الإحتياطي الثالث
- القميص (تريكو) :الأزرق الغامق
- البَنْطلون (الشورت) :الأزرق الفاتح

## شعار الفريق
مر شعار نادي وفاق سطيف الرياضي، الرسمي بتغييرات وتعديلات بسيطة منذ تسعينيات القرن الماضي. آخر تعديل للشارة كان قبل موسم 2011–2012. في الوقت الحاضر، شعار الفريق هو درع أبيض وأسود، تعلوه خمسة نجوم ذهبية. وهو مقسم كتالي، القسم العلوي بالأسود يتوسطه رأس النسر الأسود المتوج بالتاج، والقسم السفلي مقسم إلى سبعة خطوط عمودية : ثلاث خطوط بيضاء، أربعة خطوط سوداء، يعلو الخطوط اسم الفريق باللغتين العربية والفرنسية، وتحت الاسم إطار باللون الذهبي مكتوب عليه سنة تأسيس النادي، وكتب فوق الخطوط اختصار اسم الفريق باللغة الفرنسية.

### علم الفريق
مخطط طولا بالأسود والأبيض، يتوسطه شعار النادي، وفوق الرمز، علم الجزائر، واسم الفريق.

## مؤسس الفريق
- الشيخ علي بن عودة الملقب (بالشيخ لاياص) : أب الكرة السطايفية

ولد علي بن عودة المدعو " شيخ لاياص" في سنة 1919 بمدينة سطيف، حيث كان من المؤسسين لفريق الاتحاد الرياضي الإسلامي السطايفي (USMFS) في سنة 1933 وكان له دور بارز في اكتشاف المواهب الشابة في سطيف، وأسس فريق الملعب الإفريقي السطايفي، كما ساهم في تأسيس فريق وفاق سطيف، سنة 1958. توفي في 20 مايو 1996 بعد مسيرة طويلة من النشاط والتتويجات

## الإنجازات والبطولات

### تتويجات نادي وفاق سطيف
يعتبر نادي وفاق سطيف من أكثر الأندية الجزائرية تتويجا بالألقاب المحلية والخارجية. ولا تنقص خزينة وفاق سطيف حاليا سوى كأس الكاف (الكونفدرالية). ويعتبر وفاق سطيف النادي الجزائري الوحيد المتحصل على الكؤوس والبطولات التالية: (الكأس الأفروآسيوية)، و(كأس أبطال العرب)، و(دوري أبطال أفريقيا بصيغتيها الجديدة). كما يعتبر أول نادي جزائري يحقق (كأس السوبر الإفريقي).

### ملاحظة
كأس أفريقيا للأندية البطلة حصلت عليها بعض الفرق الجزائرية، ولكن النسخة الجديدة بطولة دوري أبطال أفريقيا لم يتحصل عليها سوى الوفاق الرياضي السطايفي لهذا فهو النادي الوحيد الجزائري الذي حقق دوري أبطال أفريقيا بنسختها القديمة والجديدة.
- كما تحصل صنف الأشبال للوفاق على كأس الجمهورية مرة واحدة عام 1992 بفوزهم في المباراة النهائية على حساب شبيبة سكيكدة بملعب بولوغين (1/0) من تسجيل "نوي سيف الإسلام" المدعو (قيس) الذي كان في صنف الأصاغر يومها
- ونفس الشيء بالنسبة لفئة الأواسط بفوزهم في المباراة النهائية على شبيبة بجاية بملعب 20 أغسطس (1/0) من تسجيل طارق كيراغال..بينما خسروا النهائي أربع مرات أمام (جمعية اليكترونيك تيزي وزو - اتحاد الحراش - مولودية الجزائر - شبيبة بجاية)

### ألقاب الوفاق الرياضي السطايفي

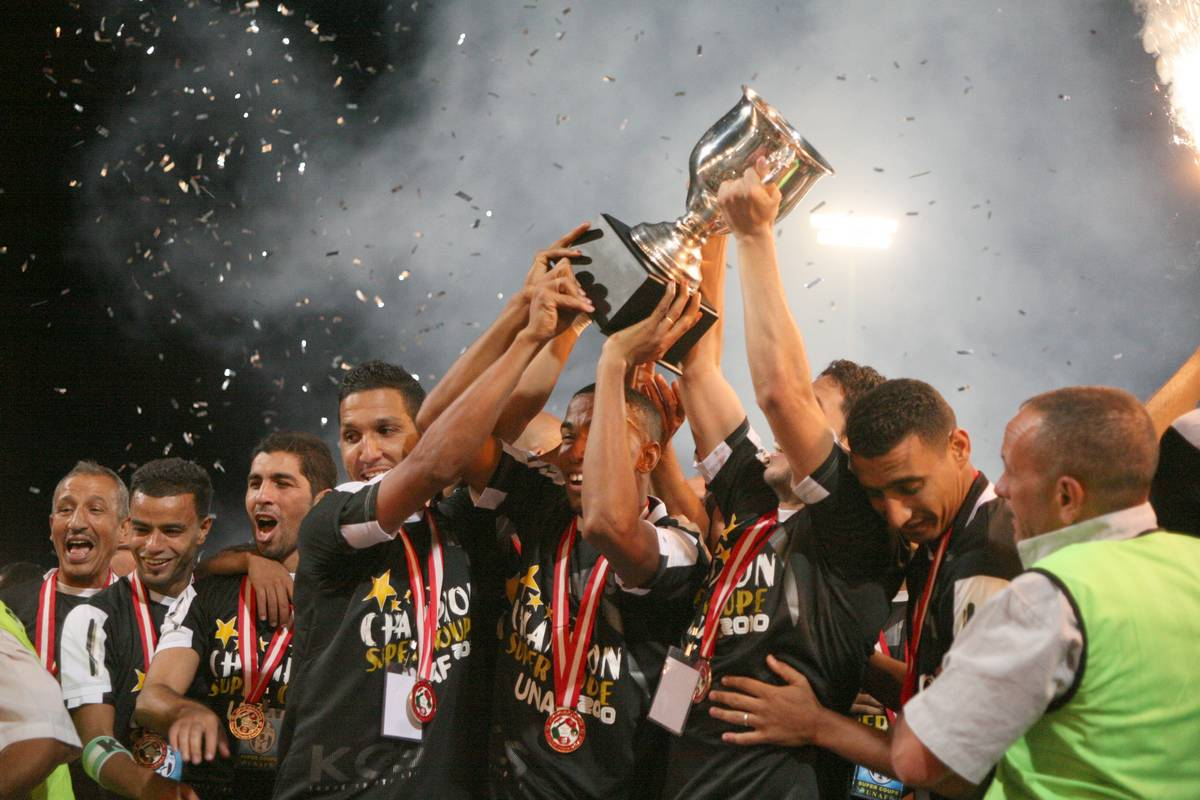
احتفال وفاق سطيف بانتصاره في كأس الأبطال الفائزة لاتحاد شمال إفريقيا سنة 2010.

### بطولات محلية
- الرابطة الجزائرية المحترفة الأولى لكرة القدم : (8)

1968، 1987، 2007، 2009 ، 2012، 2013 ، 2015 2017
- كأس الجمهورية الجزائرية لكرة القدم : (8)

1963، 1964، 1967، 1968، 1980، 1990، 2010 ، 2012.
- كأس السوبر الجزائري : (2)

2015. 2017.
المركز الثاني (2) : 2007، 2013

### بطولات إفريقية
- دوري أبطال أفريقيا : (2)

1988، 2014
- كأس السوبر الأفريقي : (1)

2014
- كأس الكونفيدرالية الأفريقية:

المركز الثاني (1) : 2009

### بطولات دولية
- الكأس الأفروآسيوية للأندية :(1)

1989.
- كأس العالم للأندية لكرة القدم:

المركز الخامس : 2014

### بطولات شمال إفريقيا
- كأس شمال إفريقيا للأندية البطلة : (1)

2009.
- كأس شمال أفريقيا للأندية الفائزة بالكؤوس : (1)

2010.
- كأس سوبر شمال إفريقيا : (1)

2010.

### بطولات عربية
- دوري أبطال العرب : (2)

2007، 2008.

## الأب الروحي لوفاق سطيف
لا يمكن لأي كان، التحدث عن تاريخ، وفاق سطيف، دون الحديث عن الأب الروحي لهذا النادي، ألا وهو الشيخ مختار عريبي..الذي بدأت قصته مع الوفاق السطايفي، في تونس عام 1961 م، وبقي يدرب الوفاق السطايفي، حينها بالتناوب مع عبد الحميد كرمالي إلى أن وافته المنية بعد 58 سنة، قضاها في خدمة الوفاق الرياضي السطايفي، بعد صراع مع المرض (على مستوى الأذن اليسرى) يوم 4 سبتمبر 1989 م، وكان حينها بطل أفريقيا للأندية، كمدرب مع الوفاق ونال معه كأس وبطولة الجزائر..
وقبل وفاته أوصى أشباله بضرورة جلب الكأس الأفروآسياوية وتم تشييع جنازته كما طلب بعد أن حمل نعشه لاعبو وفاق سطيف، بزيهم الرياضي وسط أجواء حزينة وحداد جماعي...
بينما دخل لاعبو الوفاق السطايفي، في أول مباراة يلعبونها بعد وفاة المختار لعريبي، ضد شباب بلوزداد، بملعب 8 مايو 1945 م، بلافتة كبيرة سوداء، مكتوب عليها بالبنط العريض "لن ننساك أبدا، يا أبانا القدير..مختار عريبي"

## اللاعب المميز، والمدرب المتألق
- عبد الحميد كرمالي :

عبد الحميد كرمالي، من أفضل لاعبي وفاق سطيف، وقد كان مدرباً للوفاق السطايفي أيضاً، كما درّب اتحاد سطيف والعديد من الأندية الجزائري، بالإضافة إلى أنه، درب الفريق الوطني الجزائري، الحاصل على كأس أمم أفريقيا سنة 1990 م، والتي كانت تضم بعض لاعبي وفاق سطيف آنذاك ذاك منهم الحارس عصماني واللاعب سرار، وعجاس، ورحماني، ورحموني، وزرقان، وكان النهائي مع نيجيريا....

## اللاعب الأسطورة
- عبد الحميد صالحي :
- _اللاعب الدولي صالحي عبد الحميد، صانع ألعاب الوفاق السطايفي في سنوات السبعينات. والذي لم يحصل على إنذار طوال مشواره الرياضي....

لا يمكننا أن نغفل " عبد الحميد صالحي " الذي رفع راية سطيف، والجزائر، عاليا في المحافل الدولية، بنيله جائزة اللعب النظيف، والروح الرياضية..وتم تكريمه في لوزان السويسرية عام 2004 م، خاصة وأنه لم يتلق طيلة مشواره الكروي، مع وفاق سطيف أي إنذار..وهي سابقة سطايفية جزائرية عالمية..

## رؤساء وفاق سطيف
خلال أكثر من 51 سنة من تواجده الكروي..عرف الوفاق السطايفي تداول 19 شخصا على رئاسته أولهم إبراهيم دكومي وآخرهم حسان حمار(منذ أواخر سنة 2012)..والبقية الآخرون هم: عبد الحكيم سرار، ولخضر العايب-وحمو مامي-ويوسف بتو-وعبد الله ماتام- وكوسيم -وعيسى قجالي-ورابح بوزيدي-وسامعي عبد الرحمن-ومحمد بلباي-وجمال مدني-ويزيد القيرواني-ومصطفى صالحي-وحكيم بوزيدي-وعثمان جابي-وعلي خوجة-وسليم بولحجيلات-وكمال الدين محدادي.

### من أبرز رؤساء الوفاق السطايفي
1 _ الرئيس السابق (عبد الحكيم سرار)
2 _ الرئيس السابق (حسان حمار)
3 _ الرئيس الحالي (فهد حلفاية)

### 1 _ الرئيس (عبد الحكيم سرار)
الرئيس السابق، لوفاق سطيف، عبد الحكيم سرار :
عبد الحكيم سرار هو واحد من أبرز وأفضل لاعبي نادي وفاق سطيف، ومن اللاعبين دوليين المتألقين في الجزائر، وقد كان يلعب في مركز الدفاع، وهو من مواليد مدينة سطيف يوم 24 أبريل 1961. لعب في فريق وفاق سطيف، في فترة الثمانينات، في مركز قلب الدفاع، والمتوج معه بلقب البطولة الوطنية، كلاعب سنة 1987 م، ولقب كأس إفريقيا للأندية البطلة عام 1988 م، والكأس الأفروآسيوية للأندية سنة 1989م، وكذا كأس الجمهورية 1989 م، تحت إشراف مختار لعريبي، وقد كان من اللاعبين المتميزين في الفريق الوطني الجزائري.
مثل الجزائر في 12 مباراة دولية وسجل هدفين، وشارك في كأس الأمم الأفريقية لكرة القدم 1990 والتي أقيمت بالجزائر وفازت بها، الفريق الوطني الجزائري، تحت إشراف المدرب عبد الحميد كرمالي.
وهو من أبرز رؤساء، نادي وفاق سطيف. وقد شغل هذا المنصب منذ سنة 2003. حاز مع وفاق سطيف بطولات محلية، وعربية، ومند توليه زمام الامور في وفاق سطيف شهد الوفاق قفزة نوعية ونجاحات ممتازة جعلته يحضى بحب الجماهير السطايفية وثقتهم رغم المشاكل التي تحدث أو تطفو أحيانا على هذا النادي المميز....

### 2 _ الرئيس (حسان حمار)
حسان حمار منذ ترؤسه لنادي وفاق سطيف لكرة القدم، حصل على ألقاب محلية، وأفريقية، من ضمنها، بطولة دوري أبطال أفريقيا، وكأس السوبر الأفريقي، كما قد حصل على المركز الخامس في كأس العالم للأندية البطلة 2014 م

## مختصر التعريف بالنادي
- الوفاق الرياضي السطايفي نادي رياضي جزائري يملك عدة فروع أهمها فرع كرة القدم، أسسه علي بن عودة الملقّب بـ"لاياص" في سنة 1958, في مدينة سطيف بالجزائر. فريق كرة القدم يلعب في البطولة الوطنية الجزائرية.
- يعتبر وفاق سطيف من أكبر وأرقى الفرق الجزائرية والعربية والإفريقية حيث يعتبر الفريق الجزائري الوحيد المتحصل على الكأس الأفروآسيوية وهو الفريق رقم واحد في الشرق الجزائري.
- حمل الوفاق تسمية الوفاق الرياضي السطايفي E.S.S من 1960 إلى 1977، أين أصبحت تسميته وفاق نفط سطيف E.P.S حتى 1984، ثم وفاق بلاستيك سطيف وبنفس الرمز الفرنسي E.P.S حتى 1988، حينما توج بالكأس الإفريقية واسمه وفاق سطيف E.S.S، وبعد سنة 1990، استعاد تسميته الشرعية الوفاق الرياضي السطايفي E.S.S.
- وإذا كان أغلبية الناس يعتبرون أن حمل الأسود جاء حزنا على مأساة 08 مايو 1945، إلاّ أن الفقيد علي لاياص، ذكر في كتاب حميد فرين "الوفاق وأسطورة النفس الثاني" أنه في إحدى اللقاءات في ملعب برج غدير، كانت عناصر الوفاق تلبس الأخضر والأبيض ودخلت عساكر المستعمر إلى الملعب، وأوقفت الجميع في الاستعداد، من أجل تفتيش وثائقهم، ووجهت ملاحظات عنيفة للسطايفية على حملهم الأخضر والأبيض وتم بعدها اختيار الأسود حزنا على ضحايا 8 ماي.
- سبتمبر 1961: قصة "الوفاق ـ عريبي" بدأت في تونس وفي دورة شارك فيها الوفاق في تونس يومي 15 و16 سبتمبر 1961، وفاز في النهائي على مستقبل المرسى التونسي (4 - 2) (المرسى هو صاحب آخر كأس لتونس على حساب الملعب التونسي)، وكان من بين الذين حضروا اللقاء الجزائري بل السطايفي من نوع خاص اسمه مختار عريبي الذي تعرف على الوفاق وتعرف عليه الوفاق في تونس، وبدأت قصة حب طويلة "الوفاق ـ عريبي" دامت حتى وفاته في 04 سبتمبر 1989.

## الملاعب
- ملعب 8 مايو 1945
- الملعب الجامعي الباز
- ملعب الشهيد محمد قصاب
- ملعب حي 500 مسكن

### ملعب 8 ماي 1945
ملعب 8 ماي 1945 يعتبر ملعب 8 مايو 1945 الواقع بالمخرج الغربي لمدينة سطيف هو الملعب الرئيسي الذي يستقبل فيه وفاق سطيف ضيوفه في مختلف المناسبات. دشن ملعب 8مايو يوم 4 مايو 1973 بطاقة استيعابية تقدر ب 15 000 متفرج قبل أن يضاف اليه المدرج الجديد الذي جعل سعة الملعب الإجمالية 30 000 متفرج.. ويعرف الملعب حاليا ب"ملعب النار والانتصار" الذي شهد سقوط أكبر وأعتى الفرق الأفريقية والعربية فيه.

### ملعب الجديد لوفاق سطيف
تم تجميد مشروع بناء ملعب سطيف الكبير الذي وعد به رئيس الجمهورية السابق عبد العزيز بوتفليقة.

## تشكيلة الفريق
- المدرب:  نبيل الكوكي

| رقم | مركز  | اسم تشكيلة وفاق سطيف 2017/2016 |
| --- | ----- | ------------------------------ |
| 1   | حارس  | سفيان خذايرية                  |
| 30  | حارس  | بلهاني عبد الرؤوف              |
| 29  | حارس  | خيري باركي                     |
| 28  | حارس  | سعدون عمر                      |
| 27  | مدافع | بوشار سفيان                    |
| 26  | مدافع | بدران عبد القادر               |
| 25  | مدافع | حاشي فارس                      |
| 24  | مدافع | كنيش رياض كمال الدين           |
| 2   | مدافع | محمد بوشار                     |
| 3   | مدافع | زيتى محمد خثير                 |
| 4   | مدافع | ربيعي ميلود                    |
| 5   | مدافع | عروسي سعيد                     |
| 6   | وسط   | سعيدي اسماعيل                  |
| 7   | وسط   | أمادا إبراهيم                  |
| 8   | وسط   | أكرم جحنيط                     |
| 9   | وسط   | أيت واعمر حمزة                 |
| 10  | وسط   | عبد المؤمن جابو                |
| 11  | وسط   | بعوز عصام                      |
| 12  | وسط   | محمد بكير                      |
| 13  | وسط   | محمد مقداش                     |
| 14  | مهاجم | سيد علي العمري                 |
| 15  | مهاجم | تام مبانغ                      |
| 16  | مهاجم | عبد الحكيم امقران              |
| 17  | مهاجم | عبد الله دواجي                 |
| 18  | مهاجم | أدم طوبال                      |
| 19  | مهاجم | برباش ياسر                     |
| 20  | مهاجم | بولمدايس حمزة                  |
| 21  | مهاجم | رشيد ناجي                      |
| 22  | مهاجم | زكريا حدوش                     |

## أبرز اللاعبين في تاريخ النادي
| - عبد الحميد صالحي - عبد الحميد كرمالي - الأخوين ماتام - 1_ لونيس ماتام (ماتام الأب) - 2_ عبد الله ماتام - مسعود كوسيم - صالحي العياشي - محمد ڤريش - عبد الحكيم سرار - مليك زرقان - أكرم جحنيط عنتر عصماني - بوزيد شنيتي - سمير حجاوي - سفيان خذايرية - يسعد بورحلي - لزهر حاج عيسى - عبد المالك زياية - نصر الدين عجيسة المعروف ب(نصير) - عبد الرزاق رحماني المعروف ب(رزوق) - عبد الحميد رحموني - كمال عجاس - رضا ماتام (ماتام الابن) - فارس فلاحي - ضياء الدين بولحجيلات - بن جاب الله عبد الرحيم - بن جاب الله الدراجي - جمال نابتي - عمار برناوي - رايس - غريب - عباوي - خير الدين مضوي - عبد المؤمن جابو - محمد لقرع - مراد دلهوم - نبيل حيماني - أمين عودية - خالد قورمي - بوعزة فاهم - عبد الرحمن حشود - الهادي بلعميري - سيد علي العمري - توفيق زرارة - هشام العقبي - رياض بن شادي - فاروق بلقايد - خالد لموشية - مصطفى جليط |

## أفضل من حمل رقم 10
- عبد الحميد كرمالي
- عبد الحميد صالحي
- نصر الدين عجيسة
- لزهر حاج عيسى
- عبد المؤمن جابو
- أكرم جحنيط

## أبرز حراس مرمى، وفاق سطيف
- عنتر عصماني
- بوزيد شنيتي
- سمير حجاوي
- سفيان خذايرية
- مصطفى زغبة

## أفضل المدربين في مسيرة نادي وفاق سطيف
- مختار عريبي
- عبد الحميد كرمالي
- رشيد بلحوت
- خير الدين مضوي
- نور الدين زكري
- رابح سعدان

## روابط خارجية
- الموقع الرسمي للوفاق الرياضي السطايفي
- الرابطة المحترفة لكرة القدم الجزائرية
- معلومات عن وفاق سطيف